# Last Night (film 2010)
Last Night è un film del 2010 diretto da Massy Tadjedin.
La pellicola ha come protagonisti Keira Knightley, Sam Worthington, Guillaume Canet e Eva Mendes ed esplora le due facce del tradimento, fisico e morale.

## Trama
Michael e Joanna sono due trentenni di New York che stanno insieme dai tempi del college, felicemente sposati da tre anni. Una sera, ad un party, Joanna vede il marito scherzare in atteggiamento intimo con l'attraente nuova collega Laura. A casa, stordita dal vino e dalla gelosia, fa una scenata al marito. La coppia si riappacifica durante la notte, dove Michael ribadisce alla moglie il suo amore assoluto e la sua fedeltà.
Il mattino dopo Michael deve partire per un viaggio di lavoro a Philadelphia con la stessa Laura. Joanna rimasta sola decide di uscire a prendere un caffè. Uscendo dalla caffetteria incontra la vecchia fiamma Alex, a New York per lavoro. Tra di loro è complicità al primo sguardo e le poche parole che si scambiano sono colme di emozione. Si danno appuntamento per la sera stessa. Joanna si prepara all'incontro impaziente e radiosa, dopo aver guardato le vecchie foto con Alex, conservate dentro un libro. Nel frattempo Michael, a Philapelphia, non riesce a non sentirsi attratto dalla collega di lavoro e si ritrova più volte a guardarla.
Joanna e Alex si danno appuntamento in un bar dove, dopo aver preso da bere, si ritrovano a parlare di tutto, come se non fosse passato nemmeno un giorno dalla loro separazione. Tra di loro la sintonia e l'attrazione sono immediate. Dopo una piacevole cena con una coppia amica di Alex, i due si ritrovano di nuovo soli a parlare e discutono sui motivi della loro separazione anni prima. Alex ammette di essere geloso di saperla sposata con un altro e Joanna, nonostante confessi di amarlo e pensarlo ancora, dice che la bellezza del loro rapporto risiede proprio nel non averlo consumato, ma soltanto desiderato.
Nel frattempo Michael e Laura, dopo la cena di lavoro, sono in un bar soli a parlare. Laura lo bacia, Michael ribadisce di essere sposato, ma accetta comunque di seguirla nella piscina riscaldata e successivamente in camera sua dove, senza pensarci due volte, tradisce la moglie.
Joanna e Alex sono ora sul terrazzo dell'hotel di lui: si baciano e vanno in camera dove però Joanna, travolta dai sensi di colpa, ferma Alex. I due si addormentano abbracciati sul letto.
Il mattino seguente Alex deve ripartire. Saluta Joanna con un bacio e lei tra le lacrime ribadisce il suo amore dicendogli "Cosa non darei per essere stanca di te".
Michael, divorato dai sensi di colpa, torna a casa un giorno prima del previsto ed entrando nel loro appartamento, trova Joanna a piangere e fumare sul balcone, stanca e stravolta. I due si scambiano qualche battuta, lui l'abbraccia e nel farlo nota le scarpe da sera di lei gettate sul pavimento. I due si guardano.
Joanna sembra sul punto di dire qualcosa al marito.

## Personaggi
- Joanna Reed (Keira Knightley). Giornalista di moda e scrittrice con un libro fallito alle spalle, Joanna sembra vivere una felice e agiata vita coniugale con il marito Michael fino all'arrivo in città di Alex, con cui aveva avuto una storia, mai conclusa del tutto, al tempo di un soggiorno a Parigi.
- Michael Reed (Sam Worthington), marito di Joanna, seppur molto innamorato della moglie cade nella trappola di seduzione dell'attraente collega di lavoro Laura.
- Alex Mann (Guillaume Canet), scrittore residente a Parigi, ha avuto una breve ed intensa storia con Joanna. La ritrova durante un soggiorno a New York e comprende di non aver mai smesso di amarla.
- Laura (Eva Mendes), collega di lavoro di Michael, con una tragica storia d'amore alle spalle.

## Colonna Sonora
1. Mothers of Night - Moby
2. So Long, lonesome - Clint Mansell
3. First movement - Clint Mansell
4. Not at Home - Clint Mansell (feat Peter Broderick)

## Distribuzione
Dopo essere stata bloccata per più di un anno a causa del fallimento della Miramax, la pellicola era stata presentata in anteprima al Festival internazionale del film di Roma il 28 ottobre 2010, quindi è uscito in contemporanea nelle sale statunitensi e italiane il 5 novembre 2010.

## Riconoscimenti
- Word soundtrack Awards
  - Candidatura a miglior compositore dell'anno a Clint Mansell